# Чемпионат России по плаванию на открытой воде 2022
Чемпионат России по плаванию на открытой воде 2022 года прошёл с 5 по 9 сентября во всероссийском детском центре «Смена» (село Сукко, МО Анапа, Краснодарский край). Пловцы соревновались на семи дистанциях: 5 км, 10 км и 25 км у мужчин и женщин, а также смешанной эстафете 4 х 1250 метров.

## Призёры

### Мужчины
| Дистанция           | Золото                                              | Золото    | Серебро                                             | Серебро   | Бронза                                           | Бронза    |
| ------------------- | --------------------------------------------------- | --------- | --------------------------------------------------- | --------- | ------------------------------------------------ | --------- |
| 5 км 43 участников  | Кирилл Абросимов Московская обл. — Ярославская обл. | 56.27,1   | Денис Адеев Удмуртия                                | 56.27,2   | Кирилл Беляев Московская обл. — Ярославская обл. | 56.29,2   |
| 10 км 31 участник   | Роман Сулев Тульская область-1                      | 1:57.18,2 | Кирилл Абросимов Московская обл. — Ярославская обл. | 1:57.18,5 | Кирилл Беляев Московская обл. — Ярославская обл. | 1:57.18,8 |
| 25 км 11 участников | Кирилл Абросимов Московская обл. — Ярославская обл. | 4:56.06,2 | Аким Зайнагутдинов Ярославская область-2            | 5:02.57,5 | Руслан Садыков Пермский край                     | 5:03.01,9 |

### Женщины
| Дистанция         | Золото                            | Золото    | Серебро                          | Серебро   | Бронза                                 | Бронза    |
| ----------------- | --------------------------------- | --------- | -------------------------------- | --------- | -------------------------------------- | --------- |
| 5 км 45 участниц  | Яна Курцева Волгоградская область | 1:02.19,9 | Екатерина Сорокина Пермский край | 1:02.25,0 | Маргарита Ершова Волгоградская область | 1:02.43,7 |
| 10 км 28 участниц | Яна Курцева Волгоградская область | 2:00.15,0 | Екатерина Сорокина Пермский край | 2:00.38,9 | Нина Михайлова Удмуртия                | 2:02.15,6 |
| 25 км 9 участниц  | Екатерина Сорокина Пермский край  | 5:16.20,4 | Нина Михайлова Удмуртия          | 5:16.47,6 | Софья Колесникова Челябинская область  | 5:22.13,4 |

### Смешанные соревнования
| Дистанция                    | Золото                                                                           | Золото  | Серебро                                                                              | Серебро | Бронза                                                                                        | Бронза  |
| ---------------------------- | -------------------------------------------------------------------------------- | ------- | ------------------------------------------------------------------------------------ | ------- | --------------------------------------------------------------------------------------------- | ------- |
| Эстафета 4 х 1250 м 8 команд | Ярославская область-1 Дарья Чугай Екатерина Сергеева Вадим Сергеев Никита Хотько | 59.02,3 | Тульская область-1 Елизавета Ануфриева Роман Сулев Анастасия Кузнецова Фёдор Матвеев | 59.08,0 | Ярославская область-2 Дарья Никифорова Елизавета Теплякова Аким Зайнагутдинов Арсений Груздев | 59.08,5 |